# Шарпсбург (Џорџија)
Шарпсбург (Џорџија) (енгл. Sharpsburg) град је у америчкој савезној држави Џорџија. По попису становништва из 2010. у њему је живело 341 становника.

## Демографија
Према попису становништва из 2010. у граду је живело 341 становника, што је 25 (7,9%) становника више него 2000. године.
| Група             | 2000.       | 2010.       |
| Белци             | 290 (91,8%) | 283 (83,0%) |
| Афроамериканци    | 13 (4,1%)   | 28 (8,2%)   |
| Азијати           | 0 (0,0%)    | 3 (0,9%)    |
| Хиспаноамериканци | 11 (3,5%)   | 22 (6,5%)   |
| Укупно            | 316         | 341         |